# Иван Лавчевић-Лучић
Иван Лавчевић-Лучић (Стари Град, на Хвару, 23. децембар 1905 — близина Сплита, 23. децембар 1942), учесник Народноослободилачке борбе и народни херој Југославије.

## Биографија
Рођен је 23. децембра 1905. године у Старом Граду, на Хвару. Одрастао је у старој земљорадничкој породици, с деветоро браће и сестара. Основну школу завршио је у родном месту. Као одличног ђака, родитељи су га уписали у гимназију, коју је морао да напусти у петом разреду, због слабог економског стања породице. Тада се Иван прихватио тешких земљорадничких послова.
Само две године после формирања прве партијске ћелије Комунистичке партије Југославије на Хвару, већ 1922. године постао је члан Савеза комунистичке омладине Југославије. Развијао је активност у културно-просветним и спортским друштвима. Стариградска партијска организација га је због истакнутог револуционарног рада примила у своје редове 1924. године.
Првога маја, упркос забрани жандара, комунисти су организовали и одржали збор око 1.000 пучана, на Рашнику у Врбањском пољу, на коме је Иван говорио о историјској улози радничке класе. Власти су га често хапсиле и малтретирале. Да би избегао хапшење под режимом диктатуре, илегално је отишао у Совјетски Савез, где је завршио Комунистички универзитет националних мањина Запада. По својој жељи, радио је у фабрици у Ростову, као механичар и партијски радник. На родно острво вратио се илегално 1936. године, али је одмах ухапшен и подвргнут саслушањима. Захваљујући његовом држању и утицају Партије међу мештанима, полиција га је пустила.
Настанио се у Сплиту и запослио као механичар. Наставио је партијску активност у новој средини и борио за провођење задатака које је пред партијску организацију Далмације поставио нови Централни комитет КПЈ на челу с Јосипом Брозом Титом. Посебно се ангажовао против фракционашког руководства партије у Далмацији. Крајем октобра 1939. године, био је именован у нови Покрајински комитет КП Хрватске за Далмацију и у Радни одбор Покрајинског одбора Странке радног народа. Посебно је учествовао у сређивању и јачању сплитске партијске организације, којој је кратко време стајао на челу. На покрајинској партијској конференцији у Сплиту, 2. августа 1940. године, изабран је за члана Покрајинског комитета и задужен за сектор агитације и пропаганде. Његовим заузимањем, партијска организација Далмације је, 1. новембра 1940, добила своје гласило „Борба радног народа“.
Као члан ПК КПХ, у данима капитулације, помагао је партијским организацијама у Сплиту и на Хвару да се снађу у новонасталој ситуацији. Крајем априла 1941. године, био је постављен за руководиоца војне комисије ПК-а. Његовим залагањем је, 22. јуна 1941, почео да излази у Сплиту „Наш извјештај“, гласило ПК-а. Учествовао је у организовању првих партизанских одреда и извођењу борбених акција у Сплиту. Због сталних репресалија окупатора, често је мењао илегалне станове, нарочито после хапшења секретара Централног комитета КПХ, Рада Кончара.
Тек што је био завршио писање извештаја ЦК КПХ и заспао, фашисти су са 6. на 7. фебруар 1942, изненада упали у илегални стан, где су живели Лавчевић и његов друг, Јурјевић. Лавчевић је побегао из стана, али је наишао на италијанску стражу у Стедовој улици, где је ухваћен. Иван је био саслушаван непрекидно и уз сталне батине. Четрдесет и три дана и ноћи био је на мукама, али Лавчевића фашисти нису сломили.
Послали су га у затворску болницу, у намери да га привремено опораве и наставе саслушања. Партијско руководство града убрзо је сазнало за то и осмислило је план за његово ослобађање из руку окупатора. Тројица прерушених партизана упали су у болницу и извели Лучића, али су били откривени. Лучић је ухваћен на улици и пребачен у ћелију смрти, где се поново срео с драгим и блиским саборцем, секретаром ЦК КПХ, Радом Кончаром. С њим је, средином маја 1942. године, био пребачен у Шибеник, али су њега фашисти вратили у сплитски затвор, пошто су припадници Народноослободилачког покрета уочи суђења уништили његов досије.
Лекари, припадници НОП-а, успели су да, с дијагнозом тешке заразне болести, пребаце Лучића у нову болницу на Хрулама. Тамо је лежао на кревету окованих ногу и руку, под јаком стражом фашиста. Месни комитет КПХ, планирао је хитно ослобођење Лучића и Јурјевића, али Лучић није могао да се извуче, пошто је био непокретан. Фашисти су га у камиону, 23. децембра 1942. године, одвезли из болнице и убили на непознатом месту.
Одлуком Председништва Антифашистичког већа народног ослобођења Југославије (АВНОЈ), 5. децембра 1944. године, међу првим борцима Народноослободилачке војске, проглашен је за народног хероја.